# Strangeways, Here We Come
Strangeways, Here We Come je čtvrté a poslední studiové album anglické skupiny The Smiths. Vydáno bylo v září roku 1987 společností Rough Trade Records a jeho producenty byli Johnny Marr, Morrissey a Stephen Street. V americké hitparádě Billboard 200 se umístilo na pětapadesáté příčce, zatímco v britské UK Albums Chart dosáhlo druhé. V obou zemích se stalo zlatým.

## Seznam skladeb
Autory všech písní jsou Morrissey a Johnny Marr.
1. „A Rush and a Push and the Land Is Ours“ – 3:00
2. „I Started Something I Couldn't Finish“ – 3:47
3. „Death of a Disco Dancer“ – 5:26
4. „Girlfriend in a Coma“ – 2:03
5. „Stop Me If You Think You've Heard This One Before“ – 3:32
6. „Last Night I Dreamt That Somebody Loved Me“ – 5:03
7. „Unhappy Birthday“ – 2:46
8. „Paint a Vulgar Picture“ – 5:35
9. „Death at One's Elbow“ – 2:01
10. „I Won't Share You“ – 2:48

## Obsazení
- Morrissey – zpěv, klavír
- Johnny Marr – kytara, klávesy, harmonika, autoharfa, syntetické smyčce a saxofon, zpěv
- Andy Rourke – baskytara
- Mike Joyce – bicí, perkuse
- Stephen Street – bicí automat, aranžmá